# Boury-en-Vexin

Boury-en-Vexin este o comună în departamentul Oise, Franța. În 1 ianuarie 2022 avea o populație de 343 de locuitori.